# مزرعة تولستوي
مزرعة تولستوي عبارة عن أشرم (دير روحي) أنشأه ونظمه موهانداس غاندي خلال حركته في جنوب إفريقيا. عند إنشاء المزرعة عام 1910، كانت بمثابة المقر الرئيسي لحملة ساتياغراها ضد التمييز الذي يتعرض له ضد الهنود المقيمين في ترانسفال، حيث تقع المزرعة.

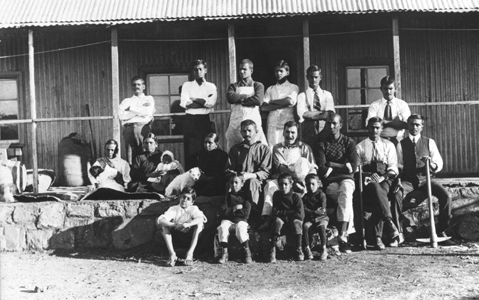
بعض أعضاء مزرعة تولستوي عام 1910، غاندي في المنتصف، الصف الثاني الخامس من اليمين

مزرعة تولستوي هي ثاني مزارع غاندي في جنوب إفريقيا الأولى كانت فينيكس فارم، ناتال، عام 1904. وقد أطلق عليها اسم الكاتب والفيلسوف الروسي ليو تولستوي، الذي أثر كتابه الصادر عام 1894، مملكة الله في داخلك ، بشكل كبير على فلسفة غاندي اللاعنفية.
هيرمان كالينباخ ، أحد أنصار غاندي، سمح لغاندي مع سبعين إلى ثمانين شخصًا آخر بالعيش هناك طالما كانت إقامتهم سارية. اقترح كالينباخ اسم المزرعة، وسرعان تم بناء ثلاثة مبانٍ جديدة لتكون بمثابة أماكن للمعيشة وورش عمل ومدرسة. قدم س.ج.ت. براغجي ديساي يد المساعدة في هذا البرنامج. لم يكن هناك خدم في المزرعة، كل العمل، من الطهي إلى جمع القمامة، قام به المقيمون.